# جوزف کان
جوزف کان (انگلیسی: Joseph Kahn؛ زادهٔ ۱۲ اکتبر ۱۹۷۲) یک کارگردان اهل ایالات متحده آمریکا است.